# Oficina de la Organización de las Naciones Unidas en Ginebra
La Oficina de las Naciones Unidas en Ginebra (también conocida por sus siglas en inglés UNOG) es, tras la de Nueva York la más grande de las cuatro oficinas principales de la Organización de las Naciones Unidas. La sede de dicha oficina es el Palacio de las Naciones, edificio construido por la Sociedad de Naciones entre 1929 y 1938 en la ciudad suiza de Ginebra y ampliado en los primeros años de la década de los cincuenta y últimos sesenta.
Además de parte del órgano administrativo de la Organización de las Naciones Unidas, también aloja la burocracia de un importante número de agencias especializadas de la ONU, como la Organización Internacional del Trabajo, la Organización Mundial de la Salud o el ICC.
Las Agencias Especializadas de la Organización de las Naciones Unidas, pueden tener asimismo otras oficinas alojadas fuera del Palacio de las Naciones, normalmente proporcionadas por el Gobierno Suizo.

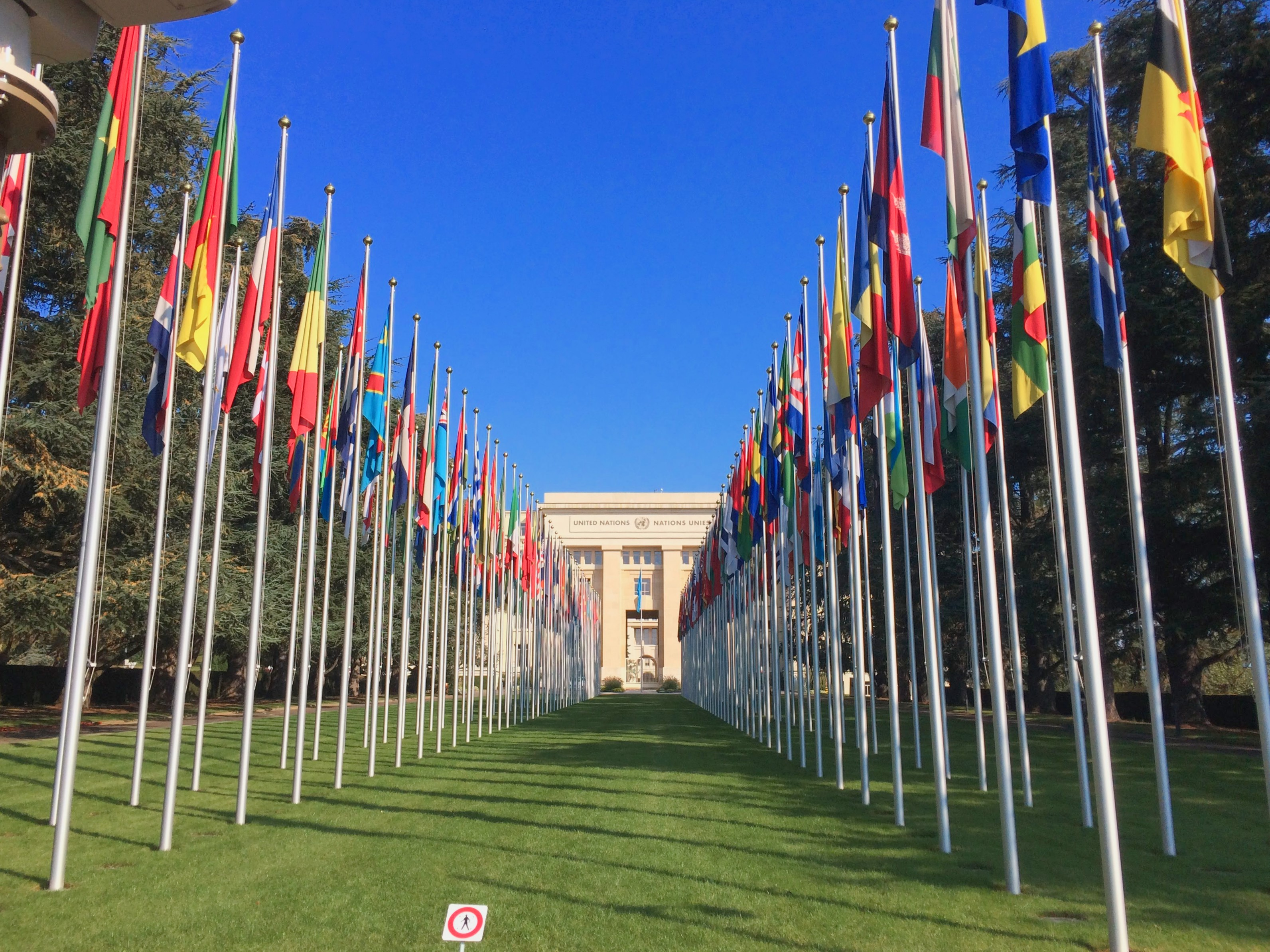
Sede de la Organización de las Naciones Unidas en Ginebra (ciudad).

## Agencias Constitutivas
Con sede principal en Ginebra:

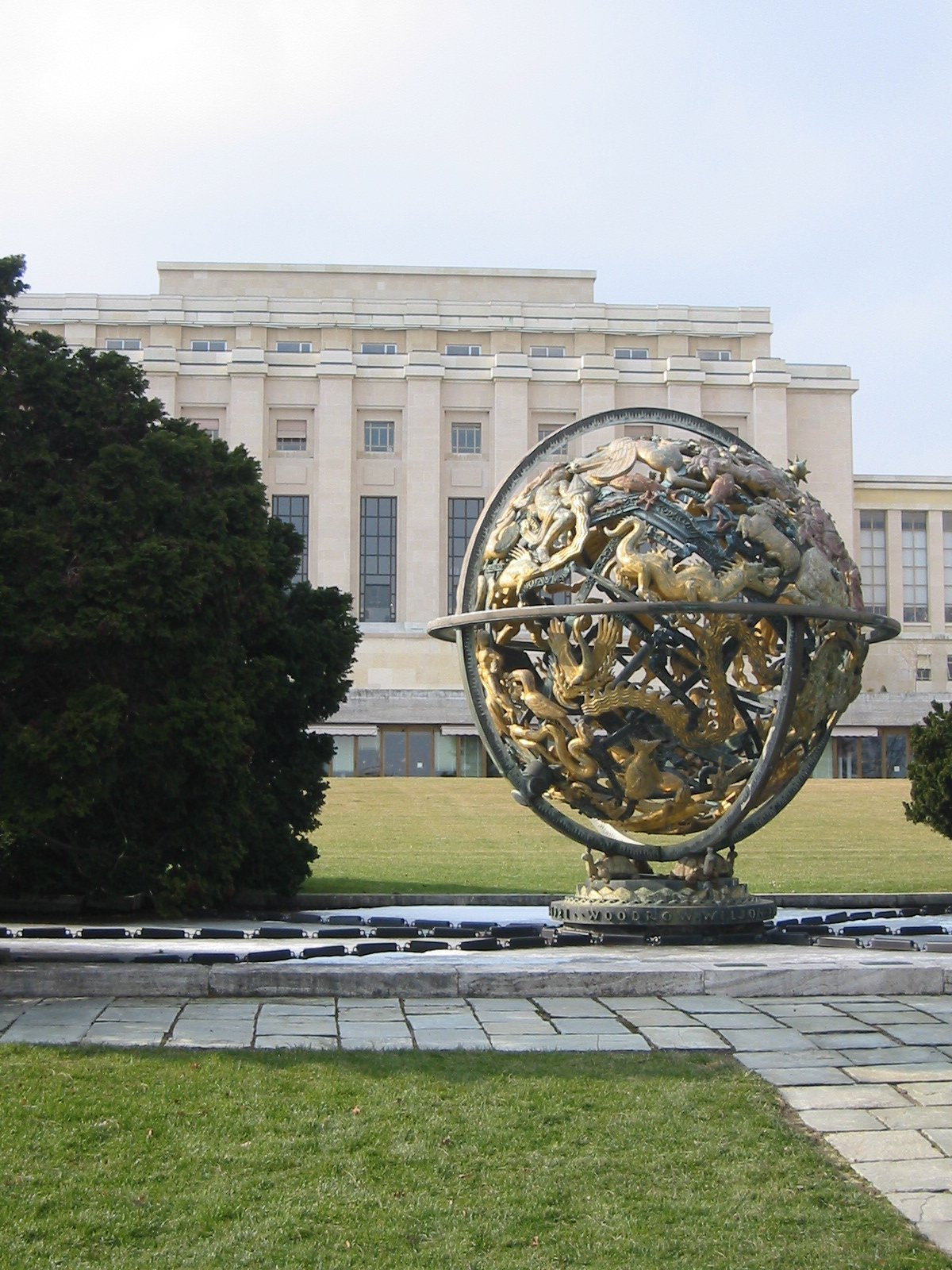
La Oficina de las Naciones Unidas en Ginebra se encuentra en el Palacio de las Naciones, originalmente construido para la Sociedad de Naciones en la década de 1930.

- ECE - Comisión Económica de las Naciones Unidas para Europa
- IBE - International Bureau of Education
- ICC - International Computing Centre
- OIT - Organización Internacional del Trabajo
- FMI - Fondo Monetario Internacional
- UIT - Unión Internacional de Telecomunicaciones
- OMC - Organización Mundial del Comercio
- DCI - Dependencia Común de Inspección
- ONUSIDA - Programa Conjunto de las Naciones Unidas sobre el VIH/SIDA
- OCAH - Oficina de Coordinación de Asuntos Humanitarios
- OACNUDH - Oficina del Alto Comisionado de las Naciones Unidas para los Derechos Humanos
- ACNUR - Alto Comisionado de las Naciones Unidas para los Refugiados
- UNICEF - Fondo de Naciones Unidas para la Infancia
- UNCC - United Nations Compensation Commission
- CNUCYD - Conferencia de las Naciones Unidas sobre Comercio y Desarrollo
- ONUDI - Organización de las Naciones Unidas para el Desarrollo Industrial (Viena)
- PNUMA - Programa de las Naciones Unidas para el Medio Ambiente
- ONUDI - Organización de las Naciones Unidas para el Desarrollo Industrial
- INUID - Instituto de las Naciones Unidas de Investigación sobre el Desarme
- INUFI - Instituto de las Naciones Unidas para la Formación y la Investigación
- NGLS - United Nations Non-Governmental Liaison Service
- UNOPS - United Nations Office for Project Services
- UNFPA - United Nations Population Fund
- UNRWA - United Nations Relief and Works Agency for Palestine Refugees in the Near-East
- UNRISD - United Nations Research Institute for Social Development
- CEB - United Nations System Chief Executives Board for Coordination
- VNU - Voluntarios de las Naciones Unidas
- Banco Mundial

- OMS - Organización Mundial de la Salud
- OMPI - Organización Mundial de la Propiedad Intelectual
- OMM - Organización Meteorológica Mundial

Con presencia en Ginebra:
- OIEA - Organismo Internacional de Energía Atómica (Sede en Viena)
- UNESCO - Organización de las Naciones Unidas para la Educación, la Ciencia y la Cultura (Sede en París)
- PMA - Programa Mundial de Alimentos (sede en Roma)
- ONU-HABITAT - Programa de Naciones Unidas para los Asentamientos Humanos (sede en Nairobi).
- FAO - Organización para la Alimentación y la Agricultura

## Directores generales de la ONUG

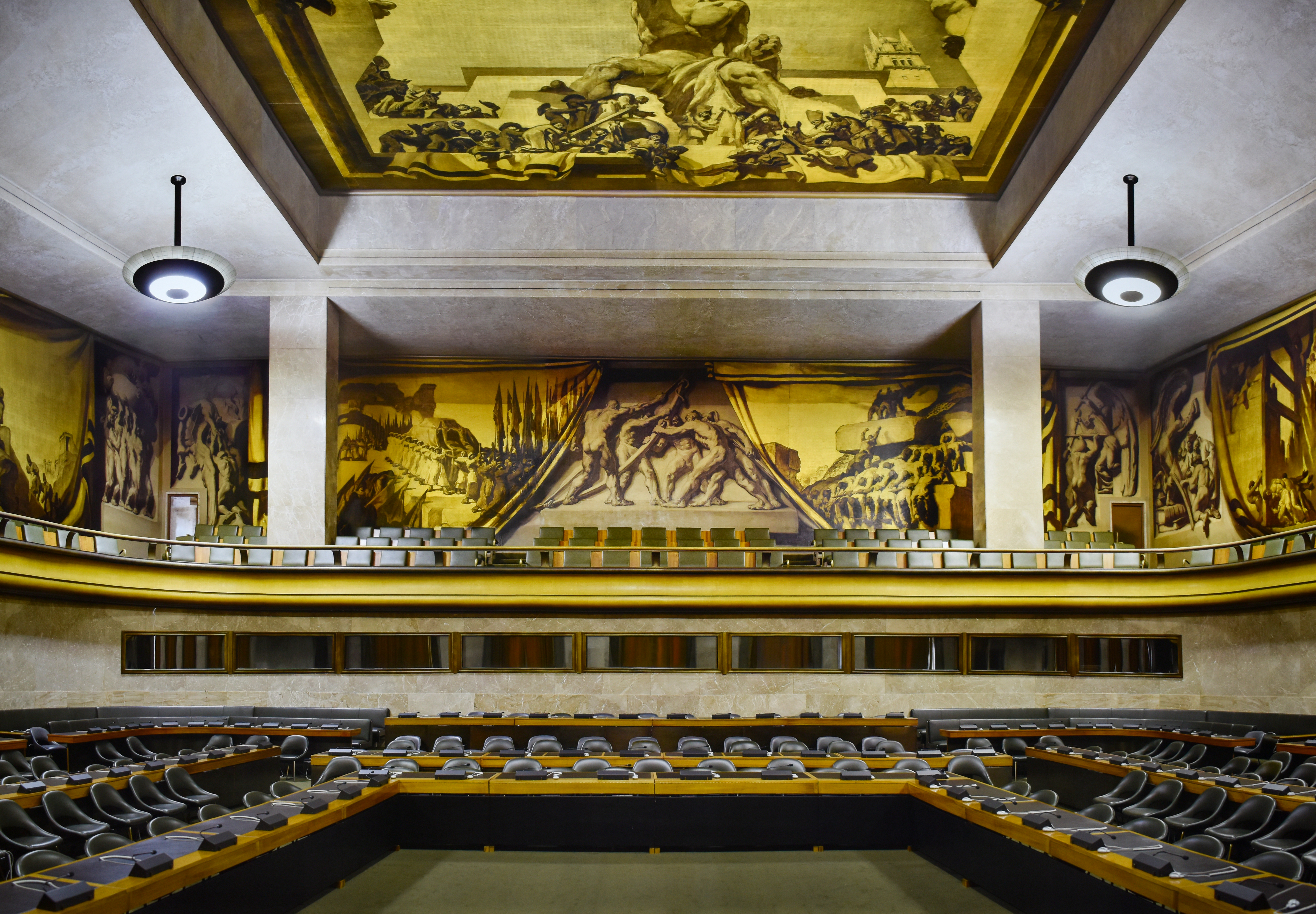
Foto de la Cámara del Consejo en la sede de Ginebra

1. Pier Pasquale Spinelli, Italia	1957-1968
2. Vittorio Winspeare-Guicciardi, Italia	1968-1978
3. Luigi Cottafavi, Italia	1978-1983
4. Erik Suy, Bélgica	1983-1987
5. Jan Martenson, Suecia	1987-1992
6. Antoine Blanca, Francia	1992-1993
7. Vladimir Petrovsky, Rusia	1993-2002
8. Sergei Ordzhonikidze, Rusia 2002-en el cargo